# Saurauia ilicifolia
Saurauia ilicifolia är en tvåhjärtbladig växtart som beskrevs av P. van Royen. Saurauia ilicifolia ingår i släktet Saurauia och familjen Actinidiaceae. Inga underarter finns listade i Catalogue of Life.